# سوپرمن ۲
سوپرمن ۲ (به انگلیسی: Superman II) فیلمی ابرقهرمانی محصول سال ۱۹۸۰ به کارگردانی ریچارد لستر و نویسندگی ماریو پوزو، دیوید و لزلی نیومن، طبق داستانی از پوزو براساس شخصیت دی‌سی کامیکس سوپرمن، است. این فیلم دومین قسمت از مجموعه فیلم‌های سوپرمن و دنباله سوپرمن (۱۹۷۸) بود. جین هکمن، کریستوفر ریو، ترنس استامپ، ند بیتی، سارا داگلاس، مارگو کیدر و جک اوهالوران در این فیلم به ایفای نقش میپردازند. فیلم در ۴ دسامبر ۱۹۸۰ در قاره اروپا و استرالیا و در سال ۱۹۸۱ در کشور های دیگر اکران شد.
در سال ۱۹۷۷، الکساندر و ایلیا سالکایند تهیه کنندگان فیلم، تصمیم گرفتند که هم سوپرمن و هم دنباله آن را به طور همزمان، از زمان آغاز فیلمبرداری اصلی در مارس ۱۹۷۷ تا پایان آن در اکتبر ۱۹۷۸، انجام دهند. در این بین اختلافات بین کارگردان اصلی ریچارد دانر و تهیه کنندگان بالا گرفت و در نتیجه تصمیم گیری شد تا فیلمبرداری دنباله، که ۷۵ درصد آن تکمیل شده بود، متوقف شود تا فیلم اول به پایان برسد. پس از اکران سوپرمن در دسامبر ۱۹۷۸، دانر به طور بحث برانگیزی از مقام کارگردانی اخراج شد و لستر جایگزین او شد. پس از اخراج دانر، چند تن از بازیگران و عوامل پشت صحنه از بازگشت خودداری کردند. لستر برای اینکه رسماً به عنوان کارگردان شناخته شود، بیشتر فیلم را دوباره فیلمبرداری کرد و فیلمبرداری جدید در سپتامبر ۱۹۷۹ از سر گرفته شد و در مارس ۱۹۸۰ به پایان رسید.
این فیلم نقدهای مثبتی از منتقدان دریافت کرد و بازی‌های ریو، استمپ و هکمن، جلوه‌های ویژه و طنز آن مورد تحسین قرار گرفت. این فیلم، با بودجه ۵۴ میلیون دلاری، ۱۹۰ میلیون دلار فروخت و، با وجود فروش کمتر نسبت به قسمت اول، یک موفقیت مالی در گیشه به حساب آمد. دنباله آن به نام سوپرمن ۳ در ژوئن ۱۹۸۳، به کارگردانی لستر، اکران شد.
در ۲۸ نوامبر ۲۰۰۶ برش کارگردان اصلی فیلم به نام سوپرمن ۲: ریچارد دانر کات در قالب رسانه های نمایش خانگی منتشر شد. این برش دیدگاه اولیه ریچارد دانر برای فیلم را منعکس می‌کند.

## داستان
پیش از نابودی کریپتون، سه جنایتکار به نام های ژنرال زاد، ارسا و نان محکوم به تبعید در فانتوم زون شدند. سال های بعد فانتوم زون در نزدیکی زمین، به دلیل انفجار ناشی از بمب هیدروژنی پرتاب شده توسط سوپرمن از زمین، شکسته شد و سه جنایتکار آزاد شدند و خود را دارای قدرت های فوق بشری، به سبب قرار گرفتن در معرض نور زرد خورشید، می‌یابند. آنها پس از فرود بر روی ماه و قتل عام گروهی از فضانوردان کاوش‌گر در آنجا به سوی زمین پرواز می‌کنند با این نقشه که آنجا را تسخیر کنند.
دیلی پلنت، کلارک کنت خبرنگار، با هویت مخفی سوپرمن و همکارش لویس لین را به آبشار نیاگارا می‌فرستد. لوئیس، پس از غیبت کلارک زمانی که سوپرمن ظاهر می‌شود و کودک در حال سقوط را نجات می‌دهد، به یکی بودن سوپرمن و کلارک مشکوک می‌شود. لوئیس عمداً خود را در آبشار می‌اندازد، اما کلارک او را بدون افشای هویت خود نجات می‌دهد. در آن شب، اتفاقی بازوی کلارک در یک شومینه روشن می‌افتد. لوئیس وقتی متوجه می‌شود دست او آسیبی ندیده، کلارک هویت خود را افشا می‌کند. او لوئیس را به قلعه تنهایی خود در قطب شمال می‌برد و اطلاعاتی از زندگی خود را برای او افشا می‌کند. سوپرمن عشق خود را به لوئیس ابراز کرده و خواهان زندگی با اوست. پس از صحبت با هوش مصنوعی مادرش لارا، سوپرمن با قرار گرفتن در معرض نور خورشید قرمز کریپتون در یک محفظه کریستالی، قدرت خود را از دست می‌دهد و تبدیل به یک انسان فانی می‌شود. کلارک و لوئیس شب را با هم می‌گذرانند، سپس قلعه را ترک کرده و با اتومبیل از قطب شمال برمی‌گردند.
در همین حال زاد و همراهانش، پس از آشنایی با زمین، به کاخ سفید سفر می‌روند و رئیس جمهور ایالات متحده را مجبور به تسلیم می‌کنند. کلارک و لوئیس به یک غذاخوری می‌رسند، و آنجا یک لات به نام راکی لوئیس را مورد آزار جنسی قرار می‌دهد و کلارک را کتک می‌زند. دعوا با یک گزارش خبری فوری قطع می‌شود که در آن رئیس جمهور از مقام خود به نفع زاد استعفا می‌دهد. پس از درخواست رئیس جمهور از سوپرمن براط نجات زمین، ژنرال زاد از سوپرمن می‌خواهد که بیاید و «در مقابل زاد زانو بزند!». کلارک که متوجه می‌شود اشتباه وحشتناکی مرتکب شده است، به قلعه برمی‌گردد تا ببیند آیا می‌تواند دوباره قدرت خود را به دست آورد یا خیر.
لکس لوتر با کمک ایو تشماخر از زندان فرار می‌کند و همدست خود اوتیس را پشت سر می‌گذارد. لوتر و تشماخر، قبل از رسیدن سوپرمن و لوئیس، به قلعه تنهایی وارد می‌شوند و لوتر از ارتباط سوپرمن با جور-ال و ژنرال زاد باخبر می‌شود. او زاد را در کاخ سفید پیدا می‌کند و به او می‌گوید سوپرمن پسر جور-ال، زندانبان آنها، است و پیشنهاد می‌دهد در ازای تصاحب استرالیا، او را به سوپرمن برساند. سه کریپتونی با لوتر متحد می‌شوند و به مرکز دیلی پلنت می‌روند. سوپرمن پس از یافتن کریستال سبز رنگی که قدرت‌هایش را بازیابی می‌کند، وارد می‌شود و با این سه نفر مبارزه می‌کند. زاد متوجه می‌شود که جان انسان ها برای سوپرمن مهم است و با به خطر انداختن جان آنها از این موضوع سوء استفاده می‌کند. سوپرمن متوجه می‌شود که تنها راه متوقف کردن زود و دیگران این است که آنها را به قلعه تنهایی بکشاند. سوپرمن پرواز می‌کند و زاد، ارسا و نان با همراهی لوتر، در عین گروگان گرفتن لوئیس، به تعقیب او می‌پردازند. به محض ورود، زاد اعلام می‌کند که لوتر دیگر به درد او نمی‌خورد و قصد دارد هم او و هم سوپرمن را بکشد. سوپرمن سعی می‌کند لوتر را متقاعد کند تا آن سه نفر را به داخل محفظه کریستال بکشاند تا قدرت آنها از دست برود. اما لوتر خیانت کرده و راز آن محفظه را برای شروران فاش می‌کند. زاد سوپرمن را مجبور می‌کند تا داخل آن محفظه برود و آن را فعال می‌کند. بعد از این، با گمان اینکه قدرت او از دست رفته، زاد به سوپرمن فرمان می‌دهد تا زانو بزند و دست او را ببوسد. در عوض، سوپرمن دست زاد را شکسته و او را از یک شکاف پرت می‌کند. لوتر متوجه می‌شود که سوپرمن اتاق را تنظیم مجدد کرده تا سه نفر را بیرون از محفظه در معرض نور قرمز خورشید قرار دهد، در حالی که سوپرمن با قرارگیری از محفظه از آن محافظت می‌شود. نان هنگام تلاش برای پرواز در شکاف دیگری می‌افتد و لوئیس ارسا را به شکاف دیگری می‌اندازد. سوپرمن به سمت جنوب پرواز می‌کند و لوتر را پشت سر گذاشته و لوئیس را به خانه باز می‌‌گرداند.
روز بعد در دیلی پلنت، کلارک متوجه می‌شود که لوئیس از دانستن راز او ناراحت است اما نمی‌تواند احساسات واقعی خود را آشکار کند. او لوئیس را می‌بوسد و از توانایی‌هایش استفاده می‌کند تا ذهن او را از اتفاقات چند روز گذشته پاک کند. بعداً، کلارک به غذاخوری بازگشته و از راکی انتقام می‌گیرد. سوپرمن آسیب وارد شده توسط زاد را ترمیم و پرچم آمریکا را در بالای کاخ سفید می‌گذارد و به رئیس جمهور می‌گوید که دیگر هیچوقت مسئولیت خود را رها نخواهد کرد.

## بازیگران
- جین هکمن در نقش لکس لوتر: نابغه خبیث و دشمن اصلی اصلی سوپرمن. او، با داشتن منابع عظیم و هوش خارق‌العاده، از مردم زمین و بیشتر از آن از سوپرمن نفرت دارد. لوتر در تلاش برای نابودی سوپرمن با سه جنایتکار کریپتونی معامله می‌کند.[۹]
- کریستوفر ریو در نقش سوپرمن: متولد کریپتون و بزرگ شده زمین، با قدرت، سرعت و استقامت بی‌نظیر. سوپرمن که از نظر اخلاقی مثبت است و حس مسئولیت پذیری قوی دارد، به صورت خستگی‌ناپذیر از قدرت عظیم خود، که از خورشید زرد زمین به دست می‌آورد، استفاده می‌کند تا از مردم زمین محافظت کند. هویت دیگر او کلارک کنت، خبرنگار خوش اخلاق دیلی پلنت است. توانایی های سوپرمن عبارتند از: دید اشعه ایکس و حرارتی، قدرت بسیار زیاد، سرعت و آسیب ناپذیری، هوش فوق العاده و پرواز.[۹]
- ند بیتی در نقش اوتیس: دستیار ابله لکس لوتر
- جکی کوپر در نقش پری وایت: سردبیر روزنامه دیلی پلنت و رئیس لوئیس و کلارک
- سارا داگلاس در نقش ارسا: نفر دوم و همسر زاد. اراده شیطانی و شهوت قدرت ارسا با اراده ژنرال زاد برابری می‌کند و گاه از آن فراتر می رود. تحقیر و بی‌اعتنایی کامل او به انسان ها، به ویژه مردان، او را به یک دشمن بسیار کشنده تبدیل می کند. او تمایل به جمع‌آوری نشان‌ها از افرادی دارد که بر آنها چیره شده یا بر آنها تسلط دارد.
- مارگو کیدر در نقش لوئیس لین: خبرنگار مشهور دیلی پلنت و علاقه عشق سوپرمن. لوئیس، یک روزنامه‌نگار حرفه‌ای است که اجازه نمی‌دهد هیچ چیز مانع خراب شدن داستان بزرگ بعدی و جذب خبرنگاران رقیب شود، در حالی که عواقب بالقوه‌ای را که گاهی او را در معرض خطر قرار می‌دهد نادیده می‌گیرد. او متوجه می‌شود که کلارک سوپرمن است، اما وقتی کلارک او را می‌بوسد حافظه‌اش پاک می‌شود.
- جک اوهالوران در نقش نان: سومین جنایتکار کریپتونی، نان «به همان اندازه که بدون صدا است بی‌عقل است». با قد ٧ فوت (٢.١ متر)، نان یک لال هیکلی و خطرناک است که به راحتی هم اندازه سوپرمن قدرت دارد، اما از هوش و گاهی کنجکاوی یک کودک برخوردار است و فقط با غرغر و نعره ارتباط برقرار می‌کند. اگرچه او فاقد توانایی ذهنی برای استفاده مؤثر از قدرت‌هایش است، اما با این حال، همان میل به تخریب همراهان کریپتونی خود را دارد و قدرت بدنی او حتی از زاد و ارسا بیشتر است.
- ولری پرین در نقش اوا تشماخر: دستیار و دوست دختر زیبای لکس لوتر که به او کمک می کند تا از زندان فرار کند.
- سوزانا یورک در نقش لارا: همسر جور-ال و مادر بیولوژیکی سوپرمن
- کلیفتون جیمز در نقش یک کلانتر
- ای.جی. مارشال در نقش رئیس جمهور ایالات متحده آمریکا
- مارک مک‌کلور در نقش جیمی اولسن: عکاس جوان شاغل در دیلی پلنت
- ترنس استامپ در نقش ژنرال زاد: رهبر بی‌رحم، متکبر و مستبد سه جنایتکار کریپتونی به فانتوم زون تبعید شد و ناخواسته توسط سوپرمن آزاد شد. زاد با فرود بر روی زمین و به دست آوردن همان ابرقدرت های سوپرمن، بلافاصله انسان ها را به عنوان یک زیرگونه ضعیف و ناچیز می‌بیند و اراده شیطانی خود را برای تسلط بر جهان تحمیل می‌کند. با این حال، تکبر او باعث می‌شود که او به سرعت از قدرت های خود خسته شود و تقریباً از اینکه چقدر انسان ها چالش کمی دارند ناامید می شود. شهوت سیری ناپذیر او برای قدرت با انتقام جایگزین می‌شود، وقتی می فهمد که پسر جور-ال در مسیر حکومت مطلق او بر این سیاره ایستاده است.

طبق مستند You Will Believe: The Cinematic Saga of Superman محصول سال ٢٠٠۶، سارا داگلاس تنها بازیگری بود که در تورهای مطبوعاتی گسترده سراسر جهان برای حمایت از این فیلم شرکت کرد و یکی از معدود بازیگرانی بود که در مسئله مناقشه دانر و لستر موضع بی‌طرف داشت.

## بودجه، فروش
برای ساخت فیلم سوپرمن ۲ پنجاه‌وچهار میلیون دلار هزینه شد. این فیلم در گیشه بیش از صد و نود میلیون دلار فروش کرد.

## جوایز
| سال  | جایزه       | رشته                   | دریافت کننده | نتیجه    |
| ---- | ----------- | ---------------------- | ------------ | -------- |
| ١٩٨٢ | جوایز ساترن | بهترین فیلم علمی-تخیلی | سوپرمن ٢     | برنده    |
| ١٩٨٢ | جوایز ساترن | بهترین بازیگر مرد      | کریستوفر ریو | نامزدشده |
| ١٩٨٢ | جوایز ساترن | بهترین بازیگر زن       | مارگو کیدر   | نامزدشده |
| ١٩٨٢ | جوایز ساترن | بهترین موسیقی          | کن تورن      | نامزدشده |